# Алексєєвка (Єдинецький район)
Алексє́євка (рум. Alexeevca, укр. Олексіївка) — село в Єдинецькому районі Молдови. Розташоване у південній частині району, за 15 км від районного центру — міста Єдинців та 35 км від залізничної станції Братушан. Утворює окрему комуну.

## Історія
Село засноване на початку XX століття.

### Радянська доба
За часів Ралянського Союзу село було підпорядковане Зебріченській сільській раді. В селі працювали польовнича і тютівнича бригади та свинофермв колгоспу імені Мічуріна (центральна садиба у селі Зебрічені).
Станом на початок 1980-х років в селі працювали восьмирічна школа, Будинок культури, бібліотека, фельдшерсько-акушерський пункт, дитячі ясла, магазин, відділення зв'язку.
В селі встановлений пам'ятник радянським воїнам, які загинули у німецько-радянській війні.

## Населення
Більшість населення — українці. Згідно з переписом населення 2004 року — 452 особи (62 %).